# Asia Society
La Asia Society es una organización sin ánimo de lucro que se enfoca en educar al mundo sobre Asia. Tiene varios centros en Estados Unidos (Manhattan, Washington D. C., Houston, Los Ángeles y San Francisco) y alrededor del mundo (Hong Kong, Manila, Mumbai, Seúl, Shanghái, Melbourne y Zúrich). Estos son supervisados por las oficinas centrales de la sociedad en Nueva York, que incluye un museo en el que se exhibe la colección de arte asiático de John D. Rockefeller III. En enero de 2021, la Asia Society nombró al antiguo primer ministro de Australia Kevin Rudd como su director y presidente.

## Historia
John D. Rockefeller III fundó la Asia Society en 1956. Inicialmente, se estableció para promover un mayor conocimiento sobre Asia en Estados Unidos; sin embargo, hoy en día es una institución global con oficinas a lo largo de Estados Unidos y Asia, que cumple con su objetivo educacional mediante una gran cantidad de programas. Estos se han expandido para incluir problemas de personas estadounidenses de origen asiático, los efectos de la globalización así como preocupaciones en Asia respecto a derechos humanos, el estatus de las mujeres y cuestiones ambientales y de salud. Los registros de la organización se almacenan en el Rockefeller Archive Center en North Tarrytown, en el estado de Nueva York.